# 卡爾斯塔德主教座堂
卡爾斯塔德主教座堂（Karlstads domkyrka）是位於瑞典城市卡爾斯塔德的一座瑞典信義會的主教座堂。卡爾斯塔德主教座堂是卡爾斯塔德教區的主教座堂，竣工於1730年7月2日。